# São João Evangelista
São João Evangelista este un oraș în Minas Gerais (MG), Brazilia.